# Werner Lungwitz
Werner Lungwitz (* 9. April 1942 in Essen-Borbeck; † 12. Januar 2021) war ein deutscher Fußballspieler, der im Premierenjahr der Fußball-Bundesliga 1963/64 als Spieler von Preußen Münster 29 Spiele mit zwei Toren absolviert hat.

## Laufbahn

### Jugend und Amateur, 1952 bis 1962
Als Aktiver von der SSVg Velbert wurde der 20-jährige Nachwuchsfußballer Werner Lungwitz in der Saison 1961/62 zu den zwei in dieser Runde ausgetragenen Länderspielen der deutschen Fußballnationalmannschaft der Amateure berufen. Am 7. April 1962 debütierte er beim 2:1-Sieg in Hannover gegen Italien an der Seite von Bernd Patzke, Heinz Höher und Lothar Ulsaß. Am 31. Mai 1962 wurde er nochmals als Außenläufer beim 3:3-Unentschieden in Merlebach gegen Frankreich eingesetzt.

### Preußen Münster, 1962 bis 1965
Zur Spielzeit 1962/63 unterschrieb Lungwitz bei Preußen Münster einen Vertrag für die Oberliga West und war damit für die DFB-Amateure nicht mehr verfügbar. In dieser Saison ging es um die Qualifikation für die Bundesliga, die im Sommer 1963 eingeführt werden sollte. Trainer Richard Schneider konnte den Ex-Amateur aus Velbert in 29 Spielen auf Anhieb einsetzen. Die Preußen kamen mit 37:23 Zählern auf den vierten Tabellenplatz und hielten dadurch Einzug in das neue Fußball-Oberhaus. Alemannia Aachen als punktgleicher Fünfter wurde dagegen nicht in die Bundesliga aufgenommen.
Auch in der Bundesligarunde 1963/64 gehörte Lungwitz mit 29 Einsätzen und zwei Toren zu den Stammspielern von Münster. Zusammen mit Dagmar Drewes und Klaus Bockisch bildete er die Standardläuferreihe. Mit nur 23:37 Zählern landeten die Preußen hinter Hertha BSC und dem Karlsruher SC auf dem 15. Tabellenplatz und mussten damit am Ende der Saison in die Regionalliga West absteigen. Lungwitz blieb für die Saison 1964/65 in der Domstadt. Nach der Runde stand eine mehrwöchige Fernostreise auf dem Programm, die auf Initiative von Trainer Richard Schneider zustande gekommen war. Durch die Stationen Hongkong, Singapur, Sydney, Christchurch, Wellington, Auckland, Adelaide, Melbourne, Fidschi-Inseln und insbesondere den viertägigen Aufenthalt in Tahiti, wurde die Reise für alle Beteiligten zu einem unvergessenen Erlebnis. Das Aufstiegsziel konnte in der Runde 1964/65 nicht verwirklicht werden, die Preußen landeten lediglich auf dem achten Tabellenplatz. Entscheidend dafür war die schwache Rückrunde, in der lediglich 14 von möglichen 34 Punkten geholt wurden. Lungwitz, der in dieser Spielzeit 32 Einsätze hatte und zwei Tore erzielte, nahm zur Runde 1965/66 das Angebot von Tennis Borussia Berlin an und wechselte an die Spree.

### Fortuna Düsseldorf, 1966 bis 1974
Da Tennis Borussia nicht gegen die Vormachtstellung von Hertha BSC ankam und mit dem zweiten Platz in der Berliner Stadtliga vorliebnehmen musste, zog es Lungwitz nach 28 Spielen mit vier Toren für TeBe zur Runde 1966/67 in den Westen zurück. Das Vertragsangebot der gerade in die Bundesliga aufgestiegenen Fortuna Düsseldorf kam deshalb für Lungwitz zur rechten Zeit, er unterschrieb einen Lizenzspielervertrag bei der Mannschaft von Trainer Kuno Klötzer und kehrte damit in die Fußball-Bundesliga zurück. Düsseldorf belegte in der Serie 1966/67 den 17. Rang und stieg damit ab. An der Seite von Werner Biskup, Waldemar Gerhardt, Hans-Josef Hellingrath und Peter Meyer bestritt Lungwitz 26 Spiele mit zwei Treffern für die Fortuna und blieb nach dem Abstieg auch in der Regionalliga West in Düsseldorf. Über einen sechsten und zweimal den vierten Rang spielte sich Fortuna Düsseldorf in der Saison 1970/71 nach einem spannenden Dreikampf mit den Rivalen VfL Bochum und Wuppertaler SV auf Rang zwei und zog damit in die Aufstiegsrunde 1971 ein. Souverän setzte sich die Mannschaft um Libero Werner Lungwitz mit den torgefährlichen Stürmern Reiner Geye und Dieter Herzog gegen Borussia Neunkirchen, FC St. Pauli, 1. FC Nürnberg und Wacker 04 Berlin durch und zog in die Bundesliga ein. Von 1967 bis 1971 hatte Lungwitz für Düsseldorf 133 Spiele mit drei Toren in der Regionalliga West absolviert. Im DFB-Pokal des Jahres 1971 hatte Düsseldorf mit Werder Bremen, Wuppertal und Mönchengladbach drei Rivalen ausgeschaltet, bevor im Halbfinale am 12. Mai 1971 Bayern München den Weg in das Finale versperrte.
Mit dem Auswärtsspiel am 14. August 1971 beim FC Bayern München startete Düsseldorf in die Bundesligarunde 1971/72. Libero Lungwitz sicherte die Verteidigung mit Egon Köhnen, Werner Kriegler und Heiner Baltes ab, die Bayern gewannen aber trotzdem das Spiel mit 3:1. Beim dritten Versuch in der Bundesliga gelang Lungwitz der Klassenerhalt, Fortuna kam auf dem 13. Rang ein, er hatte 29 Spiele dabei bestritten. Zur Runde 1972/73 kam mit Gerd Zewe ein spielstarker Akteur hinzu und der Routinier Lungwitz erlebte ein sehr erfolgreiches Jahr. Die Mannschaft von Trainer Heinz Lucas belegte den dritten Tabellenplatz. Libero Lungwitz hatte in 27 Einsätzen dabei mitgewirkt.
In der Saison 1973/74 kam der Mann aus Velbert nur noch zu acht Einsätzen und zog sich deshalb mit 32 Jahren zur Runde 1974/75 in das Amateurlager zurück. Er wechselte im Sommer 1974 zu seinem Heimatverein SSVg Velbert in die Amateurliga Niederrhein. Insgesamt kam Lungwitz in der Fußball-Bundesliga von 1963 bis 1974 auf 120 Spiele mit neun Toren.

### Internationale Spiele, 1962 bis 1973
Für Velbert bestritt er im Jahre 1962 zwei Länderspiele mit der Amateurnationalmannschaft. In der Vorrunde der ersten Bundesliga-Saison 1963/64 berief ihn Bundestrainer Sepp Herberger am 27. November 1963 in die U23-Nationalmannschaft die in Liverpool gegen England antrat. Gemeinsam mit Mittelläufer Peter Kaack, Verteidiger Horst-Dieter Höttges und den Stürmern Klaus Gerwien und Rudi Brunnenmeier versuchte er als Außenläufer den Druck der Engländer aufzuhalten, aber vergeblich, die Briten gewannen klar mit 4:1.
In seiner letzten Saison als Lizenzspieler, 1973/74, konnte er im UEFA-Cup bei den Spielen gegen Næstved IF und FC Admira/Wacker jeweils im Hin- und im Rückspiel mitwirken.

## Statistiken
- Bundesliga (119 Spiele/10 Tore)
- Oberliga Alt (29 Spiele/1 Tor)
- Regionalliga (193 Spiele/9 Tore)
- DFB-Pokal (16 Spiele/0 Tore)
- Europapokal (4 Spiele/0 Tore)